# Марія Клара Айммарт
Марія Клара Айммарт (нім. Maria Clara Eimmart; 27 травня 1676 — 28 жовтня 1707) — німецька жінка-астроном та граверка. Вона була дочкою і помічницею дослідника Георга Христофа Айммарта, засновника обсерваторії Нюрнберга.

## Біографія
Марія Клара Айммарт народилася 1676 року в Нюрнберзі. Її батько заснував в Нюрнберзі приватну обсерваторію та працював там. Марія Клара вчилася вдома. Вона вивчала французьку та латинську мови, математику, астрономію, мистецтво живопису та гравюри.
Марія Клара допомагала батькові в обсерваторії та опрацьовувала його спостереження. Згодом, вона сама почала робити спостереження. У 1693—1698 роках намалювала близько 350 ескізів місяця. 12 травня 1706 року спостерігала та задокументувала кільцеподібне сонячне затемнення. Також Марія Клара Айммарт зображала планети, комети тощо. Її астрономічні ескізи зібрані в колекцію під назвою «Micrographia stellarum phases lunae ultra 300». Крім того, вона робила замальовки квітів, птахів і творів мистецтва, але більшість з цих картин були втрачені.
1705 року помер її батько. Обсерваторія перейшла у власність міста. Керівником обсерваторії став наречений Марії Йоганн Генріх Мюллер (1671—1731), який з 1687 року працював помічником її батька. У січні 1706 року вони побралися. 28 жовтня 1707 року Марія Клара Айммарт померла під час пологів у віці 31 року.
П'ять листів від Марії Клари Айммарт до швейцарського натураліста Йоганна Якоба Шойхцера (1672—1733) зберігаються в Центральній бібліотеці Цюриха. Більшість її ескізів Місяця разом з майном її батька знаходяться в Санкт-Петербурзі. Деякі з її картин збереглися в астрономічній обсерваторії в Болоньї.
Деякі дослідники стверджують, що монографія «Ichnographia nova contemplationum de sole», яка опублікована у 1701 році її батьком, насправді написана Марією Кларою. Однак немає жодних доказів, які б підтверджували, що це була її робота, а не її батька.

## Вибранні гравюри Айммарт

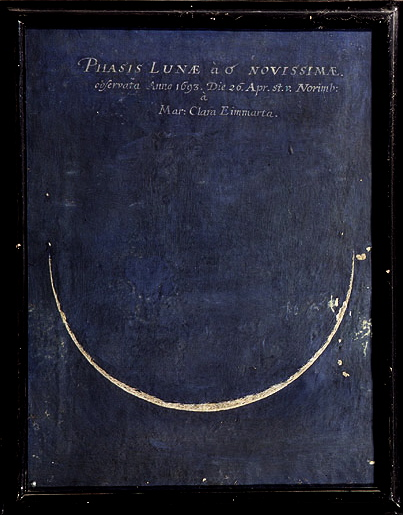
Друга фаза Місяця
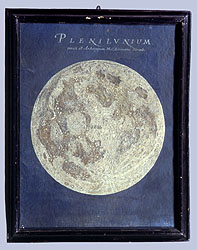
Повний Місяць
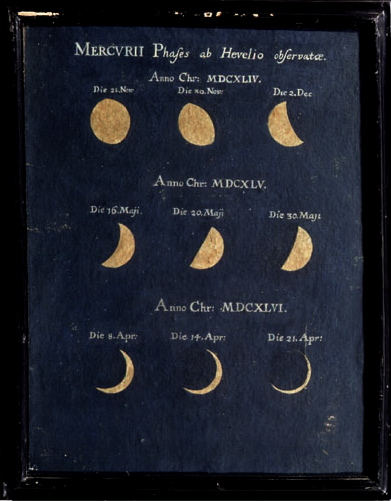
Фази Меркурія
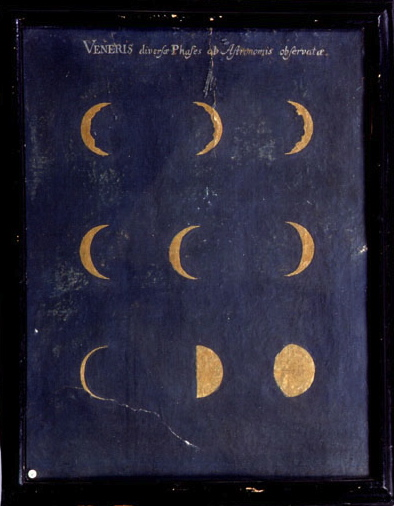
Фази Венери
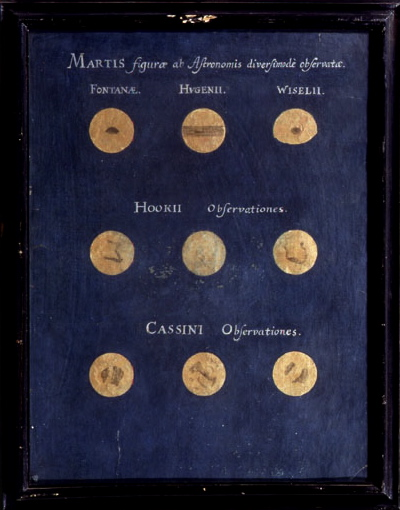
Аспект Марса
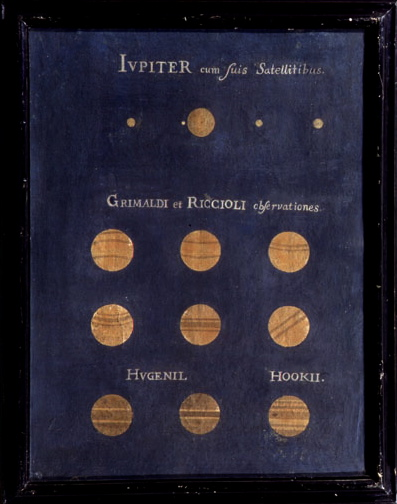
Аспект Юпітера
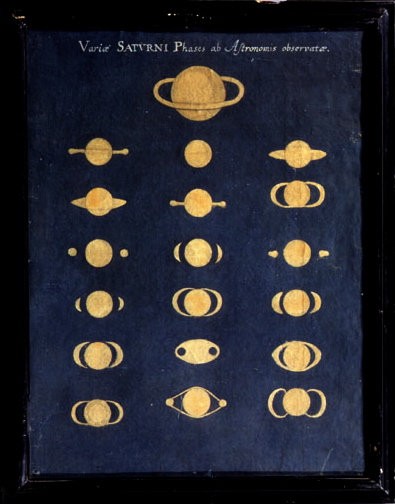
Аспект Сатурна
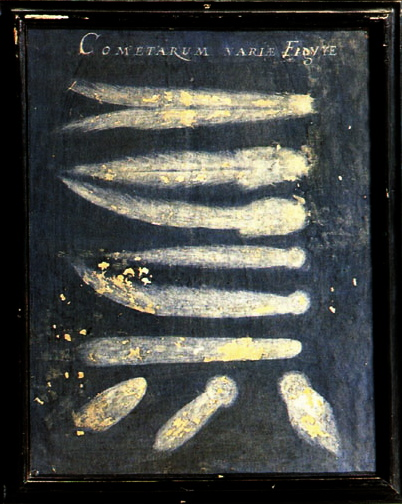
Комети
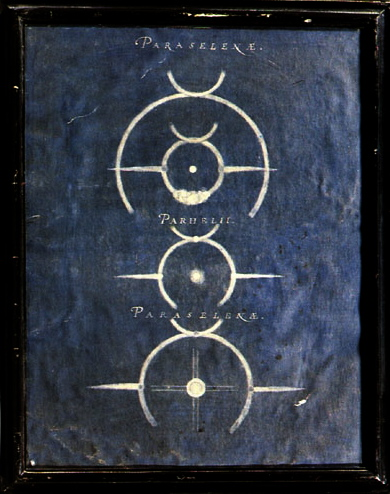
Параселена та паргеліон
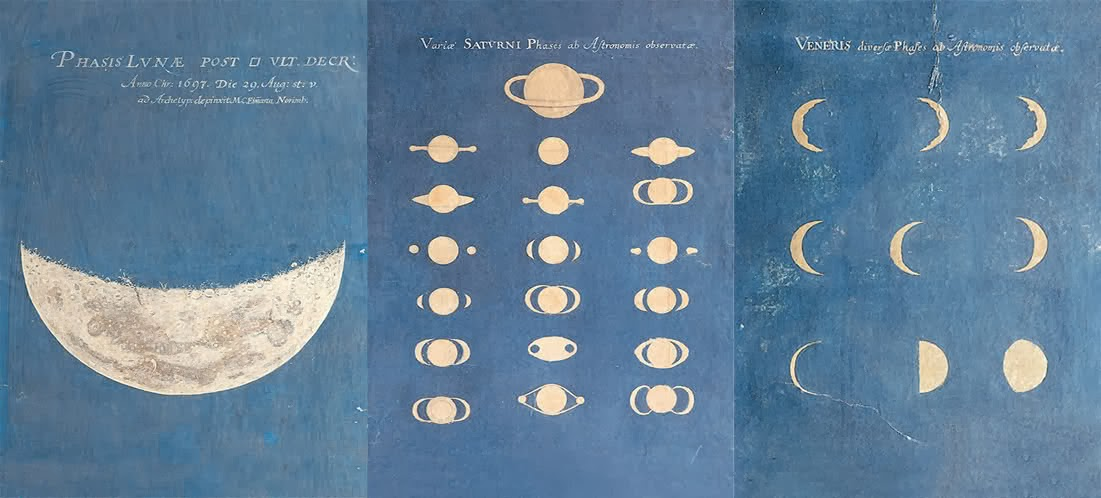
Астрономічні ілюстрації